# Giuseppe Scarpi
Giuseppe Scarpi (Dolo, 25 dicembre 1900 – Dolo, 13 ottobre 1952) è stato un arbitro di calcio italiano.

## Biografia
Iniziò a giocare a calcio dopo il primo conflitto mondiale nella squadra riserve nel C.S. Dolo diventando portiere titolare in prima squadra nel campionato di Promozione 1921-1922 .
Agli inizi del 1923 durante un incontro con il Padova viene colpito con un calcio alla testa da Monti II e smette immediatamente di giocare. 
Dopo aver assolto gli obblighi militari iniziò la carriera arbitrale .
Diresse tra il 1929 e il 1943 oltre 180 gare di Serie A; nel 1939 fu insignito del Premio Giovanni Mauro come migliore arbitro italiano della stagione.
A livello internazionale partecipò al Campionato mondiale di calcio 1934 e in veste di guardalinee fu utilizzato nella partita Cecoslovacchia-Romania 2-1 del 27 maggio 1934 arbitrata da John Langenus, con Raffaele Scorzoni in veste di secondo guardalinee.
Diresse la partita Norvegia-Turchia 4-0 del torneo di calcio ai Giochi Olimpici di Berlino del 1936 e fu l'arbitro italiano inviato, assieme a Rinaldo Barlassina, ai Mondiali del 1938, nei quali diresse a Tolosa Cuba-Romania 3-3.
Morì nel 1952, e gli fu intitolata la nascente sezione AIA di Mestre.